# Холте, Оскар
Оскар Холте (норв. Oscar Holthe) — фигурист из Норвегии, бронзовый призёр чемпионата Европы 1898 и 1900 годов, пятикратный чемпион  Норвегии (1901—1903, 1905, 1906 годов) в мужском одиночном катании.

## Спортивные достижения

### Мужчины
| Соревнования/Сезоны | 1897 | 1898 | 1899 | 1900 | 1901 | 1902 | 1903 | 1904 | 1905 | 1906 |
| ------------------- | ---- | ---- | ---- | ---- | ---- | ---- | ---- | ---- | ---- | ---- |
| Чемпионаты мира     | 6    |      |      |      |      |      |      |      |      |      |
| Чемпионаты Европы   |      | 3    |      | 3    |      |      |      |      |      |      |
| Чемпионаты Норвегии |      |      |      |      | 1    | 1    | 1    |      | 1    | 1    |